# チュワパネ!
『チュワパネ!』は、日本の音楽ユニットGirls2の2枚目のミニ・アルバム。2020年5月20日Sony Music Associated Recordsから発売された。

## 概要
【CD＋DVD】(初回限定盤)、【CD】(通常盤)の2形態で発売。
「Girls2」として2枚目のミニアルバムであり、3作目のリリース。2020年1月12日、「チュワパネ!」の先行配信、ミニアルバム「チュワパネ!」が4月29日に発売することを発表、同年2月2日、ジャケット絵柄と収録内容を発表。新型コロナ感染症の感染拡大にともない、本ミニアルバムの発売日が5月20日に延期となった。
2020年4月2日、ミニアルバム「チュワパネ!」より先行配信している「チュワパネ!」のミュージックビデオが公開。
オリコン週間アルバムランキング初登場3位(2020年6月1日付)、Billboard Japan Hot Albums初登場3位(2020年5月27日付)を記録。
過去には、福岡ソフトバンクホークスの松田宣浩の登場曲としても使われたことがあった。

## 収録内容

### 【CD＋DVD】(初回限定盤)
CD
1. チュワパネ!
作詞：NIYA
作曲：TETTA・NIYA
  - テレビ東京系「ひみつ×戦士 ファントミラージュ!」オープニングテーマ
2. ABCDEFガール
作詞：永野小織・ペンギンス・水永ここ
作曲：永野小織・ペンギンス・水永ここ
  - 「劇場版 ひみつ×戦士 ファントミラージュ! ～映画になってちょーだいします～」主題歌
3. フレフレ 2020
作詞：わたるスペシャル
作曲：松井麻維
  - アルバルク東京 公式応援ソング
4. ぐるぐる
作詞：うらん
作曲：菊谷知樹
  - NHK Eテレ「ねこねこ日本史」第5期前期（129話 - 143話）オープニングテーマ
  - 劇場版「ねこねこ日本史 龍馬のはちゃめちゃタイムトラベルぜよ!」主題歌
5. ズッ友Heart Beats!
作詞：Motokiyo
作曲：Motokiyo
  - テレビ東京系アニメ「GO!GO!アトム」エンディングテーマ

DVD
1. チュワパネ! - ミュージックビデオ -
2. チュワパネ! - ダンスパフォーマンスビデオ -
3. チュワパネ! - ドラマオープニングノンクレジットver. -
4. ABCDEFガール - ダンスプラクティスビデオ -
5. ぐるぐる　- ダンスプラクティスビデオ -
6. フレフレ 2020 - ダンスパフォーマンスビデオ -
7. ズッ友Heart Beats! - TVアニメ「GO!GO!アトム」オリジナルビデオver. -

### 【CD】(通常盤)
1. チュワパネ!
2. ABCDEFガール
3. フレフレ 2020
4. ぐるぐる
5. ズッ友Heart Beats!
6. チュワパネ!(カラオケ)
7. ABCDEFガール(カラオケ)
8. フレフレ2020(カラオケ)
9. ぐるぐる(カラオケ)
10. ズッ友Heart Beats!(カラオケ)

## タイアップ
チュワパネ!
テレビ東京系「ひみつ×戦士 ファントミラージュ!」オープニングテーマ
ABCDEFガール
映画「劇場版 ひみつ×戦士 ファントミラージュ! 〜映画になってちょーだいします〜」主題歌
フレフレ 2020
B.LEAGUE所属のプロバスケットボールチーム「アルバルク東京」公式応援ソング
ぐるぐる
NHK Eテレ「ねこねこ日本史」第5期前期（129話 - 143話）オープニングテーマ
劇場版「ねこねこ日本史 龍馬のはちゃめちゃタイムトラベルぜよ!」主題歌
ズッ友Heart Beats!
テレビ東京系アニメ「GO!GO!アトム」エンディングテーマ